# ادواردو آمالدی
 ادواردو آمالدی (ایتالیایی: Edoardo Amaldi؛ زاده ۵ سپتامبر ۱۹۰۸ درگذشته ۵ دسامبر ۱۹۸۹) یک فیزیک‌دان اهل ایتالیا بود.